# Arachnophaga aldrichi
Arachnophaga aldrichi är en stekelart som beskrevs av Charles Joseph Gahan 1943. Arachnophaga aldrichi ingår i släktet Arachnophaga och familjen hoppglanssteklar. Inga underarter finns listade.